# Honningsvåg
Honningsvåg Norvégia kontinentális részének a legészakabbra fekvő városa. Korábban Hammerfest rendelkezett ezzel a címmel és a mai napig sokan ezt is tartják, de Honningsvåg 1996. évben városi rangot kapott, így azóta ez a legészakibb város. Honningsvåg egyben a Nordkapp község (kommune) székhelye.
A város területe 1,04 km², a lakossága mindössze 2255 fő (2024 év).
A városi rangot kivételes alapon kapta meg, mivel az akkori szabályoknak megfelelően azon norvég települések kaphattak városi státuszt, amelyeknek a lakossága legalább 5000 fő, ennyi lakossal azonban Honningsvåg nem rendelkezett.

## Elhelyezkedése

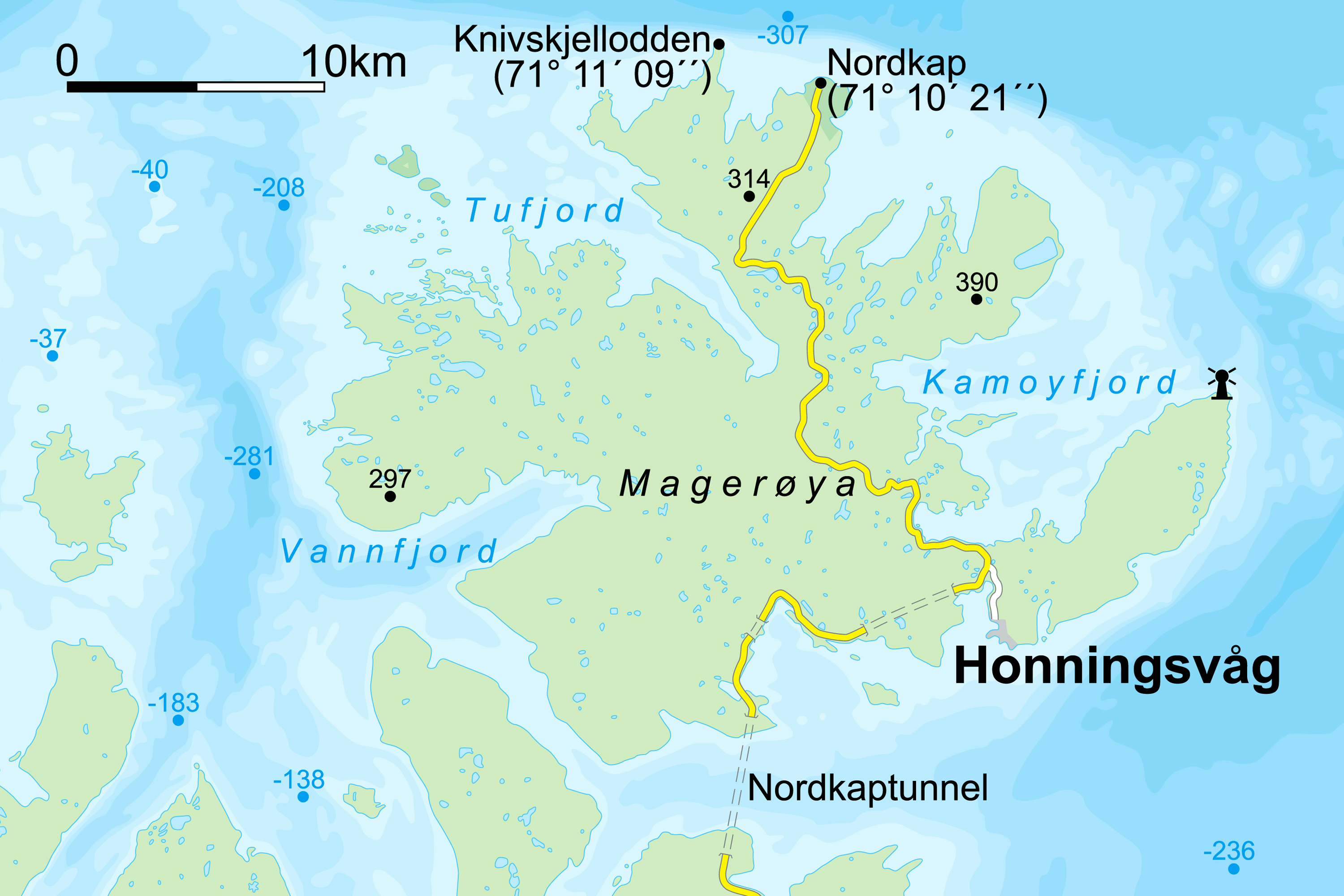
Magerøya sziget

A város Norvégia legészakiabb, Finnmark megyéjében található, Nordkapp községnem. A Nordkapp lefordítva Északi-fokot jelent, utalva a kontinentális Európa legészakibb pontjára, amely a Magerøya sziget északi részén található.
Honningsvåg Magerøya szigetének délkeleti részén, egy öbölben helyezkedik el. A térség egyetlen jelentősebb települése.

## Látnivaló, infrastruktúra
Az Északi-fokra főleg a nyári időszakban jelentős számú autós turista tart, akiknek többsége a városba is ellátogat. A város több üzlettel és szállodával, kempinggel rendelkezik. A szállodák közül a Scandic Hotel, Arctic Hotel Nordkapp, Scandic Bryggen nagyobb létesítmények, csoportok fogadására is alkalmasak.
Honningsvåg jég-mentes kikötője egész évben fogad hajókat. A Hurtigruten nevű parti járatok napi szinten kikötnek a városban, amelyek Bergen és Kirkenes között közlekednek, emiatt a kikötési időtartam alatt, a délutáni órákban több turista is meglátogatja a várost. Emellett főleg a nyári hónapokban jelentős számú a nagyméretű turista hajók száma is a kikötőben. A kikötő a turizmus mellett a tengeri halászatot folytató hajók számára is biztosít kikötést, amely tevékenység a városlakók másik jelentős  jövedelemforrása.

## Időjárás
A téli időszak hideg, fagyos, hóviharok is előfordulnak, de a nyári időszak kellemes. 2022. június 29-én mérték az eddigi legmagasabb hőmérsékletet, ami 28.4 °C fok volt. A nap május 13. és július 31. között sosem megy le,  november 21. és január 21. között pedig nem emelkedik a horizont fölé.

## Közlekedés
A déli irányból a várost közúton az E69 számú főúton lehet elérni. Magerøya szigetre a tenger alatt húzódó Északi-fok-alagút biztosít átjutási lehetőséget, amely a szigeten a város irányába a Honningsvåg alagútban folytatódik.
A várostól 4 kilométerre helyezkedik el a Honningsvåg (HVG) repülőtér, amely néhány, a régióban található kisvároson túl összeköttetést biztosít a Tromsøi repülőtérrel is. A délre hozzávetőleg 208 km távolságra fekvő Alta városába buszjáratot üzemeltetnek.